# Remigio di Auxerre
Remigio di Auxerre (in latino: Remigius Autissiodorensis, in  francese: Remi d'Auxerre; Borgogna, 841 – Parigi, 908) è stato un monaco cristiano, teologo e filosofo francese di origine borgognone e di espressione latina. Vissuto in età carolingia, è noto per essere stato maestro nella Scuola dell'Abbazia di San Germano d'Auxerre ed è considerato uno fra i pensatori più rappresentativi del suo tempo.

## Biografia
Monaco benedettino, nacque con ogni probabilità in Borgogna nell'841. In giovane età entrò nell'Abbazia di San Germano di Auxerre, nota per la scuola diretta da Erico di Auxerre, di cui fu discepolo. Alla scomparsa del maestro (876), Remigio prese il suo posto, distinguendosi nell'insegnamento delle arti liberali e particolarmente in quello della grammatica, della dialettica e della musica. Nell'883 lasciò Auxerre per trasferirsi a Reims, dove l'arcivescovo Fulco lo aveva chiamato come professore presso la Scuola della Cattedrale. Ivi rimase fino al 900, anno in cui si trasferì a Parigi, dove insegnò fino alla morte (908).

## Pensiero

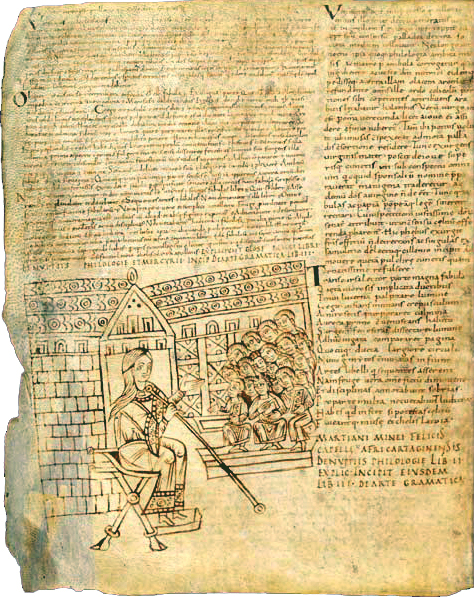

Fu notevolmente influenzato dalla filosofia platonica e da quella dell'irlandese Giovanni Scoto Eriugena, suo contemporaneo. Prendendo spunto dal De Divisione Naturae scritto da quest'ultimo fra l'862 e l'866, Remigio ritiene che i concetti siano dotati di una propria realtà sostanziale e che fra di essi quello più generale, raggiungibile da mente umana, è l'essenza, che tutti li comprende. Dall'essenza si discende gradualmente, attraverso i generi e le specie, fino all'individuo, che è l'ultimo anello della catena ed è, come lo stesso termina indica, indivisibile. L'uomo è pertanto il risultato della suddivisione progressiva di un'unica realtà. Di derivazione platonica è la visione remigiana della conoscenza. La natura umana contiene, depositate nella sua coscienza, tutte le arti, che, messe in ombra dal peccato originale, possono tornare alla luce solo mediante l'esercizio costante e lo sforzo individuale. Non tutti, per le ragioni più diverse, hanno le possibilità, le capacità, o la costanza di assoggettarsi a tale sforzo e pertanto di estrarre dall'oscurità che lo avviluppa il sapere che è dentro di ogni essere umano.

## Opera
L'opera di Remigio, interamente in lingua latina, è, in parte, andata perduta. Di lui ci sono restati ampi commenti e riflessioni su alcuni libri biblici e sulla letteratura ed il pensiero filosofico di epoca romana. Fra le sue opere più rappresentative citiamo i commenti al Libro della Genesi (Expositio super Genesim), al Libro dei Salmi (Enarrationes in Psalmos) e al Vangelo secondo Matteo. Grande diffusione ebbero, in età medievale, le sue riflessioni legate al commento dei grammatici della tarda antichità (Donato, Prisciano, ecc.) e degli scrittori latini, fra cui Boezio (De Consolatione Philosophiae e Opuscula sacra) e Marziano Capella (De Nuptiis Philologiae et Mercurii et de septem Artibus liberalibus libri novem).